# 熊本藩

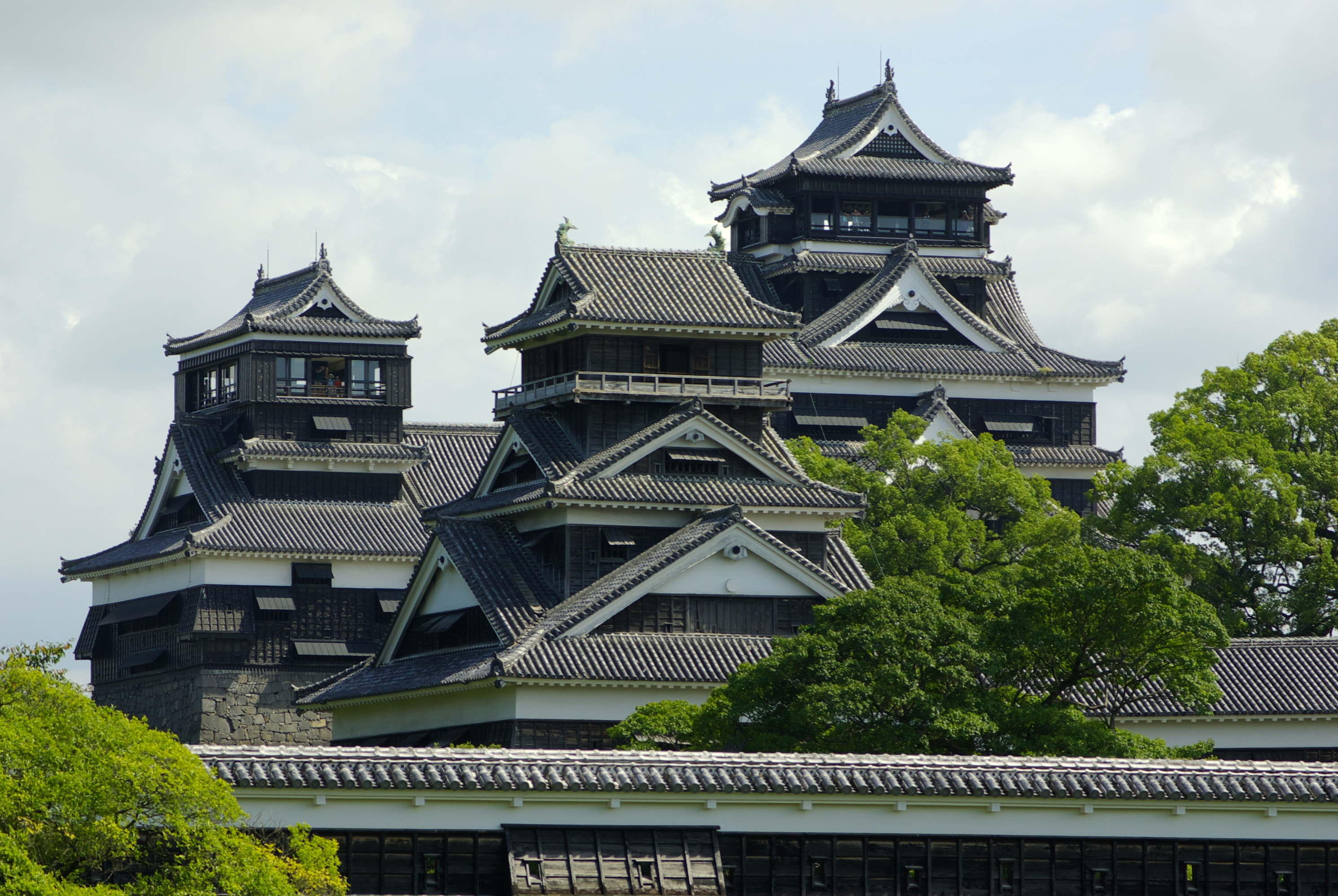
熊本城

熊本藩（くまもとはん）は、1600年から1871年まで存在した藩。52万石（細川家の時代に、八代領と両支藩を分封ののち高直しで54万石）。1871年肥後国（熊本県）の球磨郡・天草郡を除く地域と豊後国（大分県）の一部（鶴崎・佐賀関など）を知行した。肥後藩（ひごはん）、細川藩（ほそかわはん）とも呼ばれる。藩庁は熊本城（熊本市）に置かれた。熊本藩細川家は肥後一円を領有していないが、国持大名（大身国持）とされた。

## 歴史

加藤清正公像。熊本城の入口の一つである御幸橋のそばにある。

### 前史

#### 戦国期：菊池氏、阿蘇氏、相良氏の分割統治
戦国大名となった各氏（菊池氏、阿蘇氏、相良氏）は、北部、中部、南部と各々に拠点を構えて、ほぼ平穏な戦国前期を送っていた。
やがて菊池氏は阿蘇氏に飲み込まれる形となったが、阿蘇氏も身内の後継争い・内紛を繰り返し、最終的には豊後国の大友氏によって旧菊池領は平定され、阿蘇氏もその影響下に入った。
南で鹿児島・島津などの盾となっていた相良氏だったが、鉄砲伝来後、近代兵器を持った島津軍になすすべなく降伏した。阿蘇氏も島津軍に次々と城を落とされ滅亡した（島津氏の九州平定）。九州平定の寸前で島津軍は、大分・大友の要請により挙兵した豊臣秀吉の大軍に敗れ、肥後を放棄した（秀吉の九州平定）。

#### 豊臣政権期：佐々成政の統治、加藤・小西の二分統治
豊臣秀吉より富山城を召し上げられ、大坂に留めおかれていた佐々成政に、九州国分で肥後の統治が命じられた。しかし佐々は改革を急ぐあまり反感を買い、肥後国人一揆が起きた。秀吉は、加藤清正・小西行長に鎮圧を命じ、一揆は終息した。佐々は責任を取らされて自害させられた。肥後を平定した両者は、肥後の所領を与えられ、加藤は主に北部、小西は中南部を所領にした。
慶長5年（1600年）、肥後南部24万石を領していた宇土城主小西行長は西軍につき、関ヶ原の戦いで西軍の敗将となり斬首、改易となった。

### 加藤家の統治
肥後北部25万石を領有していた隈本城主加藤清正は、関ヶ原の戦いの戦功により小西行長の旧領を獲得し、また豊後国内にも鶴崎など2万石を加増され、52万石を領したことにより熊本藩が成立した。
清正は日本三名城に数えられる熊本城を築いた。ちなみに「隈本」を「熊本」と改めたのも清正である。また、城下町や道路網を整備し、新田開発、灌漑用水の整備により治水を図り、統治を安定させた。土木建設に力を注ぎ、領内基盤整備の礎を築いた「清正公さん」（せいしょこさん）の人気は、今日の熊本においても非常に高い。
その一方で、近年の加藤清正研究では、朝鮮出兵に対応するために作られた動員・徴税体制や、重臣たちを支城主にして大きな権限を与える仕組みが百姓に重みになってのしかかり、さらに関ヶ原の戦いやその後の天下普請などに備えるためこの体制が解消されることなく継承され、農村の疲弊や重臣たちの権力争いの原因となったことなど、清正治世の問題点も指摘し始めている。
加藤家2代・忠広は、寛永9年（1632年）、駿河大納言事件に連座したとされる罪で改易され出羽国庄内に配流となり、加藤家は断絶した。

### 細川家の統治
同年、豊前国小倉藩より細川忠利が入封し、肥後一国と豊後国のうち鶴崎2万石、計54万石を領した。以後、廃藩置県まで細川家が藩主として存続した。国人の一揆が多く難治の国と言われていた熊本入部に際しては、人気のあった加藤清正の統治を尊重し、清正公位牌を行列の先頭に掲げて入国し、加藤家家臣や肥後国人を多く召抱えたという。
細川家は、手永（てなが）という独自の地方行政制度を敷いた。年貢は概ね五公五民で惣庄屋（そうじょうや）と呼ばれるその手永の長が「改帳（あらためちょう）」を記録している（惣庄屋としては天保の大飢饉に活躍した「矢部手永」の布田保之助が知られる）。
この手永制度により農民への締め付けは厳しく、『永青文庫』の『松井家文書』などによると江戸時代を通じて80余件（加藤家2件・細川家82件）の百姓一揆が発生した。82件は全国的に見ても多発地（島原の乱の天草を持つ唐津藩より多い）になる（全国で3000件余なので大小名を勘考しない単純計算でも、三百諸侯で割ると各藩の平均は10件）。
一揆の代表例を挙げる。
- 延宝2年（1674年）、手永仏原村一揆 - 手永制への不満。53人捕縛（うち13人死罪）[5]
- 延宝5年（1677年）、下千田村一揆 - 強引な年貢取り立てに抵抗。17人が走り百姓（逃散先の記入なし）。
- 貞享2年（1685年）、五家荘騒動 - 細川綱利と五家荘大地主・左座一族との紛争。幕府は五家荘を天領とする（無高のため朱印高54万石に変化なし）[6]。
- 元禄16年（1703年）、広瀬古閑一揆 - 庄屋排斥と分村により細川治世の廃止と天領編入を要求。28人捕縛（うち1人牢死）
- 宝永2年（1707年）、阿蘇一揆 - 年貢納入後の百姓分からも追加取り上げに抗議。30人が他領（日向国高千穂）に走り百姓。

ほか多数
また、光尚・綱利・宣紀・宗孝・治年の代には阿部一族の反乱・暴動・直訴（イナゴ飢饉）・打ちこわし（米価高騰による）・騒動（銀札の失敗による御銀所騒動）が起きている。
熊本藩には上卿三家といわれる世襲家老がおかれた。松井氏（歴代八代城代であり、実質上の八代支藩主であった）・米田（こめだ）氏（細川別姓である長岡姓も許されていた）・有吉氏の三家で、いずれも藤孝時代からの重臣である。そのほか一門家臣として細川忠隆の内膳家と、細川興孝の刑部家があった。支藩としては、のちに宇土藩と肥後新田藩（のち高瀬藩）ができた。八代城は一国一城令の対象外とされた。
忠利は晩年の宮本武蔵を迎え入れ、島原の乱で活躍した。忠利死去の2年後の寛永20年（1643年）、忠利への殉死をめぐり反乱が起きた（森鷗外の「阿部一族」のモデルとなる）。2代光尚は7歳の綱利を残して早死したので御家断絶の危機があったが、無事に綱利が家督を継いだ。
3代綱利の時に、大石良雄ら赤穂義士17人を白金の屋敷に預かり、切腹を任された。綱利は「赤穂義士は細川家の守り神である」とし、遺髪を分けて頂き切腹場所に墓や供養塔を建てた。享保7年（1722年）からは連年のように天災が起こり、享保17年（1732年）には、凶作で餓死者が6000人近くも出たと言われている。しかも同年、熊本藩は幕命によって利根川普請で15万両の支出負担を担い、藩財政は破綻寸前となった。延享2年（1745年）に火災でこの白金下屋敷が火災で焼失した。また綱利の子孫が早世し、血脈は全滅した。
藩財政は江戸初期から火の車であり、綱利のように力士を大勢召し抱える武断派の藩主が出て無駄な浪費を重ねた。正徳2年（1712年）には37万両余の借金があり、商人からの公訴がおきている。
藩は江戸・大坂の大商人からの多額の借金を何度も踏み倒しており、大商人たちからは貧乏細川と嫌われたという。4代宣紀は大坂の豪商・鴻池家に借金を断られた。

「細川九曜」紋

5代宗孝は延享4年（1747年）江戸城中で乱心した旗本・板倉勝該に斬られて死去した。細川家では人違い（九曜家紋間違い）による（紋所の似ていた板倉本家・板倉勝清との誤殺）とし、以後は細川家の家紋の九曜紋は「細川九曜」「離れ九曜」と呼ばれるものに変えられた。ただし、刃傷が「遺恨」（細川家の下屋敷から雨のたびに排水が、隣接する勝該の屋敷へと流れ落ちてきた事を逆恨みした。）によるものであり、はじめから宗孝が標的だったとする説もある。
仙台藩主伊達宗村の機転を利かせた助言で、既に死んでいた宗孝はまだ息があったことにして細川屋敷にこっそり運び出され、翌日死亡したことにされた。弟の重賢が急遽藩主の座に就いた。浅野家と絶縁状態にある恩人の伊達家に配慮し、赤穂義士の遺構は破壊されている。同じく伝承されてきた刀剣や衣類などの義士遺品も処分された。
重賢は堀勝名を大奉行に抜擢して倹約と支出削減を推進、宝暦5年（1755年）には藩校時習館を開き、行政と司法を分離して刑法を改正（律令法参照）、藩の機構を整備するなどの宝暦の改革を行い、中興の祖となった。　
天明3年（1783年）に浅間山の天明大噴火が発生した。このとき、幕府に命じられた熊本藩は、約10万両（約100億円）もの支援金を負担した。
幕末には藩論が勤王党、時習館党、実学党の3派に分かれた。実学党の中心は横井小楠である。小楠は藩政改革に携わったが失脚、安政5年（1858年）に福井藩主松平慶永の誘いにより政治顧問として福井藩に移った。小楠は、文久2年（1862年）に江戸留守居役らと酒宴中に刺客に襲われ一人逃亡したという罪で、翌年に熊本藩士の籍を剥奪されている。
安政7年（1860年）、桜田門外の変では大関和七郎ら4名は、熊本藩邸の8代斉護へ趣意書を提出し自訴した。熊本藩は安政の大獄では誰も罰されてない上に、細川家でも江戸城で宗孝が襲撃により落命しているため、趣意が取り上げられる事はなかった。間を置かず全員が他家に預け替えられている。
元治元年（1864年）の池田屋事件で、勤王党の中心人物宮部鼎蔵が死亡した。これにより時習館党が主流となったが、藩論は不統一のままだった。
戊辰戦争では、薩長主導の明治新政府に加わり、江戸無血開城後は、上野の寛永寺一帯に立てこもった彰義隊の討伐に参戦した。

### 明治以降
明治3年（1870年）、知藩事となり華族に列した最後の藩主・護久は、実学党を藩政の中心に据えた。護久は熊本城の解体を新政府に願い出て許可された。しかし、解体を惜しむ声があり解体の方針は凍結されることになった。
翌明治4年（1871年）、廃藩置県により熊本県となった。明治17年（1884年）、細川家は侯爵に叙爵された。
昭和58年（1983年）には、細川家第18代当主細川護煕（後の第79代内閣総理大臣）が熊本県知事に就任している。政界引退して現在は陶芸家。

## 藩邸
- 細川氏入部以後の江戸藩邸（上屋敷）は、江戸城近くの大名小路に上屋敷があり、江戸期を通じて動いていない（ただし、江戸城の拡張に伴い面積の減少はある）。
- 伊皿子台（いさらごだい　現在の港区高輪及び白金）に中屋敷[17]（下屋敷と記載の資料もあり[18]）があった。「細川家文書」では当初は下屋敷であったが、江戸の後期には中屋敷となっているようである。
- 下屋敷は日本橋にあったが、三田の済海寺（智福寺）付近に移された（現在の三田三丁目。前に「元和キリシタン殉教の地」の碑がある）。
- 京都藩邸は知恩院古門前西町に、大阪藩邸は中ノ島常安町に、伏見藩邸は土橋町に、長崎藩邸は大黒町にあった。

## 江戸および熊本での菩提寺
- 江戸での菩提寺は品川大徳寺派の寺院、東海寺の内にあった妙解院であった。熊本新田藩も妙解院を菩提寺としていた一方、宇土藩は同じく東海寺内の清光院を菩提寺としていた。
- 熊本での菩提寺は妙解寺と泰勝寺。両寺は「熊本藩主細川家墓所」の名称で史跡に指定されている[19]。2023年（令和5年）2月2日、同史跡の細川家墓に、何者かが液体をかけたような跡が見つかった。熊本市は県警に被害届を提出。水で除去できないことから、人為的に汚された可能性が高いとみている[20]。

## 歴代藩主

### 加藤家
外様 52万石　（1600年 - 1632年）
| 代 | 氏名                     | 肖像 | 官位            | 在職期間                           | 享年 | 備考 |
| -- | ------------------------ | ---- | --------------- | ---------------------------------- | ---- | ---- |
| 1  | 加藤清正 かとう きよまさ |      | 従四位下 肥後守 | 慶長5年 - 慶長16年 1600年 - 1611年 | 49   |      |
| 2  | 加藤忠広 かとう ただひろ |      | 従四位下 侍従   | 慶長16年 - 寛永9年 1611年 - 1632年 | 52   |      |

### 細川家
外様 54万石　（1632年 - 1871年）
| 代 | 氏名                       | 肖像 | 官位                  | 在職期間                           | 享年 | 備考                                 |
| -- | -------------------------- | ---- | --------------------- | ---------------------------------- | ---- | ------------------------------------ |
| 1  | 細川忠利 ほそかわ ただとし |      | 従四位下 左近衛権少将 | 寛永9年 - 寛永18年 1632年 - 1641年 | 54   | 豊前小倉藩から転封                   |
| 2  | 細川光尚 ほそかわ みつなお |      | 従四位下 肥後守       | 寛永18年 - 慶安2年 1641年 - 1649年 | 30   |                                      |
| 3  | 細川綱利 ほそかわ つなとし |      | 従四位下 左近衛権少将 | 慶安2年 - 正徳2年 1649年 - 1712年  | 71   |                                      |
| 4  | 細川宣紀 ほそかわ のぶのり |      | 従四位下 越中守       | 正徳2年 - 享保17年 1712年 - 1732年 | 55   | 肥後新田藩主・細川利重の子、綱利の甥 |
| 5  | 細川宗孝 ほそかわ むねたか |      | 従四位下 越中守       | 享保17年 - 延享4年 1732年 - 1747年 | 31   |                                      |
| 6  | 細川重賢 ほそかわ しげかた |      | 従四位下 侍従         | 延享4年 - 天明5年 1747年 - 1785年  | 66   |                                      |
| 7  | 細川治年 ほそかわ はるとし |      | 従四位下 越中守       | 天明5年 - 天明7年 1785年 - 1787年  | 29   |                                      |
| 8  | 細川斉茲 ほそかわ なりしげ |      | 従四位下 越中守       | 天明7年 - 文化7年 1787年 - 1810年  | 80   | 宇土藩主・細川興文の子               |
| 9  | 細川斉樹 ほそかわ なりたつ |      | 従四位下 越中守       | 文化7年 - 文政9年 1810年 - 1826年  | 29   |                                      |
| 10 | 細川斉護 ほそかわ なりもり |      | 従四位下 侍従         | 文政9年 - 万延元年 1826年 - 1860年 | 55   | 宇土藩主・細川立之の子               |
| 11 | 細川慶順 ほそかわ よしゆき |      | 正四位 左近衛権中将   | 万延元年 - 明治3年 1860年 - 1870年 | 41   |                                      |
| 12 | 細川喜廷 ほそかわ のぶたか |      | 従四位下 右京大夫     | 明治3年 - 明治4年 1870年 - 1871年  | 44   |                                      |

## 熊本藩の主な側近
| - 横井氏 - 庄林氏 - 森本氏 - 篠原氏 - 安田氏 | - 松井氏 - 堀氏 - 宮本氏 - 有吉氏 - 大塚氏 - 三浦氏 |

- 森本氏は熊本城築城の際に重役を命じられたとされている
- 松井氏は細川時代に藩の財政管理や重要な政治的役割を担った
- 横井氏は加藤時代にも細川時代にも家臣団の中で高い地位をしめた

## 支藩
- 宇土藩
- 肥後新田藩（のち高瀬藩）

## 家老など

### 藩主一門
- 長岡（細川）内膳家（6000石・一門一座） 称長岡姓、維新後に細川に復姓（中国語版）し男爵　
細川忠隆－長岡忠春－忠重（忠季）－忠英－忠昌－忠虎－忠寿＝忠顕（忠寿の実弟、のち甥の忠穀に家督を譲って分家）＝細川忠穀（忠寿の子）
- 長岡（細川）刑部家（1万石・一門二座） 称長岡姓、維新後に細川に復姓し男爵
細川興孝（細川忠興の五男）－長岡興之－興知－興章－興行＝興彭（細川宣紀の八男）－興真－興礼－興泰－興昌－細川興増

### 上卿三家
- 松井氏（八代城主3万石・家老一座）称長岡姓（長岡佐渡・式部・帯刀）、維新後男爵
（松井康之）－興長＝長岡寄之（細川忠興六男）－直之－寿之－豊之－営之－徴之＝督之（一門・松井賀之次男）＝松井章之（徴之の次男、1869年｢松井｣に復姓）－盈之－敏之
- 米田氏（1万5000石、家老二座）称長岡姓（長岡監物）、維新後男爵、後に子爵陞爵　
米田求政－是政－是季－是長＝是庸－是春－是福－是知－是睦－是容－是豪＝虎雄（是保）
- 有吉氏（1万8000石、家老三座）維新後男爵
（有吉立言）－立行－興道＝英貴－英安＝貞之－貞親－立貞＝立好－立邑＝立喜＝立直＝立憲＝立生＝立元＝立道＝立愛＝立武＝立礼－立生＝登聖

### 重臣
- 沢村氏（1万1000石）維新後男爵

吉重＝友好（松井定高四男）－友雅－友朗－友常＝友隼（氏家元房の　二男）－友顕＝友輔（友顕弟・正氏子）－宇右衛門－友貞－友正＝友義（友正弟）＝沢村重（鬼塚氏）
- 小笠原備前守家（6000石）

小笠原少斎秀清－長貞－長之－長英－長知－長衝－長栄＝長頭（長栄弟）－長視＝長洪（宮村実義二男）
- 小笠原家（600石→1000石→1300石）

長昌（長元二男）長澄－長房－長久＝平馬（加々見又兵衛二男）－友顕＝友輔（友顕弟・正氏子）－泰助－求馬－延次－平馬
- 小笠原多宮家（1900石）

長賢－長武＝長親（長武弟）－亀太郎－一学－久米助－久米助（父と同名）
- 沼田家（5000石）称長岡姓

延元－延之－延将＝兼辰－元昭－将休－延久－胤昭－延裕
- 松井氏（3000石 - 5000石 - 4000石 - 3600石 - 3200石）

祐之（直之次男）－典礼＝弘之（本家豊之弟）－賀之＝誠之（本家営之三男）＝義之（賀之子）－武－直記
- 氏家氏（6000石）

行継－元高－元将＝元広（尾藤知直二男）＝頼久（実沢村大九郎友朗二男）－頼弼＝元久（頼弼姉（堀尾万右衛門室）子）－元信＝元房（元信弟）＝元良（沢村氏）＝元穀（元信子）－元春－金十郎

## 領地
各郡の下に「手永」が置かれていた。下記には明治3年（1870年）に編入した高瀬藩領、宇土藩領も含む。
- 肥後国
  - 飽田郡 - 177村
  - 託麻郡 - 59村
  - 上益城郡 - 201村
  - 下益城郡 - 191村
  - 宇土郡 - 64村
  - 葦北郡 - 204村
  - 玉名郡 - 257村
  - 山本郡 - 62村
  - 菊池郡 - 81村
  - 合志郡 - 104村
  - 山鹿郡 - 67村
  - 阿蘇郡 - 214村
  - 八代郡のうち - 91村
- 豊後国
  - 大分郡のうち - 39か村（72村[注釈 7]）
  - 海部郡のうち - 22か村（39村）
  - 直入郡のうち - 2か村（6村）

※括弧内は『旧高旧領取調帳』の数字
上記のほか、明治維新後に根室国標津郡・目梨郡を管轄したが、後に仙台藩に移管された。また、幕末から明治初期のわずかな期間ではあったが、豊後国国東郡14村、速見郡36村、大分郡9村、直入郡12村の天領を預かった（全域が日田県に編入）。

## 関連史料
藩主細川氏関連資料としては、熊本県立図書館、永青文庫熊本大学分館などの蔵書のほかに、ウェブ史料として「肥後細川藩拾遺」などがある。
- 「加藤侯分限帳」（青潮社）；加藤清正時代の分限帳
- 「肥後細川家分限帳」（高野和人、青潮社、1991年5月刊行）；幕末と推定される細川氏時代の分限帳。天保6年の熊本藩職の組織図も掲載されている。
- 「肥後細川家侍帳　一」（松本寿三郎、細川藩政史研究会・1977年）
- 熊本大学文学部附属永青文庫研究センター編『細川家文書 中世編』（永青文庫叢書）吉川弘文館　2010年　ISBN　9784642014113
- 熊本大学文学部附属永青文庫研究センター編『細川家文書 近世初期編』（永青文庫叢書）吉川弘文館　2012年　ISBN　9784642014137
- 熊本大学文学部附属永青文庫研究センター編『細川家文書 絵図・地図・指図編Ⅰ』（永青文庫叢書）吉川弘文館　2012年　ISBN　9784642014120
- 熊本大学文学部附属永青文庫研究センター編『細川家文書 熊本藩役職編』（永青文庫叢書）吉川弘文館　2019年　ISBN　9784642015783
- 熊本大学文学部附属永青文庫研究センター編『細川家文書 島原・天草一揆編』（永青文庫叢書）吉川弘文館　2020年　ISBN　9784642015790
- 熊本大学文学部附属永青文庫研究センター編『細川家文書 地域行政編』（永青文庫叢書）吉川弘文館　2021年　ISBN　9784642015806
- 熊本大学文学部附属永青文庫研究センター編『細川家文書 意見書編』（永青文庫叢書）吉川弘文館　2022年　ISBN　9784642015813
- 熊本大学文学部附属永青文庫研究センター編『細川家文書 災害史料編』（永青文庫叢書）吉川弘文館　2023年　ISBN　9784642015820